# Torsten Wilner (konstnär)
Karl Torsten Wilner, född 10 augusti 1886 i Kalmar, stadsförsamlingen. död 13 september 1927, var en svensk målare och tecknare.
Han var son till apotekaren Olof Wilner och Ellen Säfström samt far till Olle Wilner. Han studerade först konst vid Althins målarskola innan han blev privatelev till Gustaf Theodor Wallén i Leksand, han bedrev därefter självstudier under ett flertal resor till bland annat Paris. Separat ställde han bland annat ut på Ciacellis konsthandel i Stockholm 1907 och han medverkade i ett flertal samlingsutställningar. Hans konst består av stilleben, figurmotiv, interiörer, porträtt och landskapsskildringar utförda i olja, akvarell eller i form av teckningar. Vid sidan av sitt konstnärskap medverkade han som lyriker i olika tidningar och tidskrifter.   